# Grupo M101
O Grupo M101 é um grupo de galáxias localizado na constelação de Ursa Major. Este grupo está nomeado com o nome do memrbo mais brilhante do grupo, a Galáxia do Catavento (M101). Muitos dos membros do grupo são companhias da Galáxia do Catavento. O grupo é um dos muitos localizados no Superaglomerado de Virgem (Superaglomerado local).

## Membros
A tabela abaixo lista todas as galáxias identificadas e confirmadas como membros do grupo pelo Nearby Galaxies Catalog, as examinações de Fouque et al., o Lyons Groups of Galaxies (LGG) Catalog, e três listas de grupos criados pelo Nearby Optical Galaxy sample of Giuricin et al.
| Nome                        | Tipo        | R.A. (J2000)  | Dec. (J2000) | Redshift (km/s) | Magnitude |
| --------------------------- | ----------- | ------------- | ------------ | --------------- | --------- |
| Galáxia do Catavento (M101) | SAB(rs)cd   | 14h 03m 12.6s | +54° 20′ 57″ | 241 ± 2         | 8.3       |
| NGC 5204                    | SA(s)m      | 13h 29m 36.5s | +58° 25′ 07″ | 201 ± 1         | 11.7      |
| NGC 5474                    | SA(s)cd pec | 14h 05m 01.6s | +53° 39′ 44″ | 273 ± 9         | 11.3      |
| NGC 5477                    | SA(s)m      | 14h 05m 33.2s | +54° 27′ 39″ | 304 ± 5         | 14.4      |
| NGC 5585                    | SAB(s)d     | 14h 19m 48.2s | +56° 43′ 45″ | 305 ± 3         | 11.2      |
| UGC 8837                    | IB(s)m      | 13h 54m 45.8s | +53° 54′ 03″ | 144 ± 3         | 13.8      |
| UGC 9405                    | Im          | 14h 35m 24.4s | +57° 15′ 19″ | 222 ± 6         | 17        |

Outros possíveis membros (galáxias listadas em uma ou duas referências acima) incluem as galáxias irregulares NGC 5238 e UGC 8508.

## Grupos próximos
O Grupo M51, que incluem a Galáxia do Rodamoinho (M51) e a Galáxia do Girassol (M63), está localizado ao sudeste do Grupo M101, e o Grupo NGC 5866 está localizado ao noroeste. As distâncias para estes três grupos (determinadas pelas distâncias do membros individuais) são similares, e supõem que o Grupo M51, o Grupo M101 e o Grupo NGC 5866 são atualmente parte de um grande grupo. Contudo, muitos dos métodos para identificação (incluindo de algumas referências citadas acima) são identificados como grupos separados.